# Casa de Leão

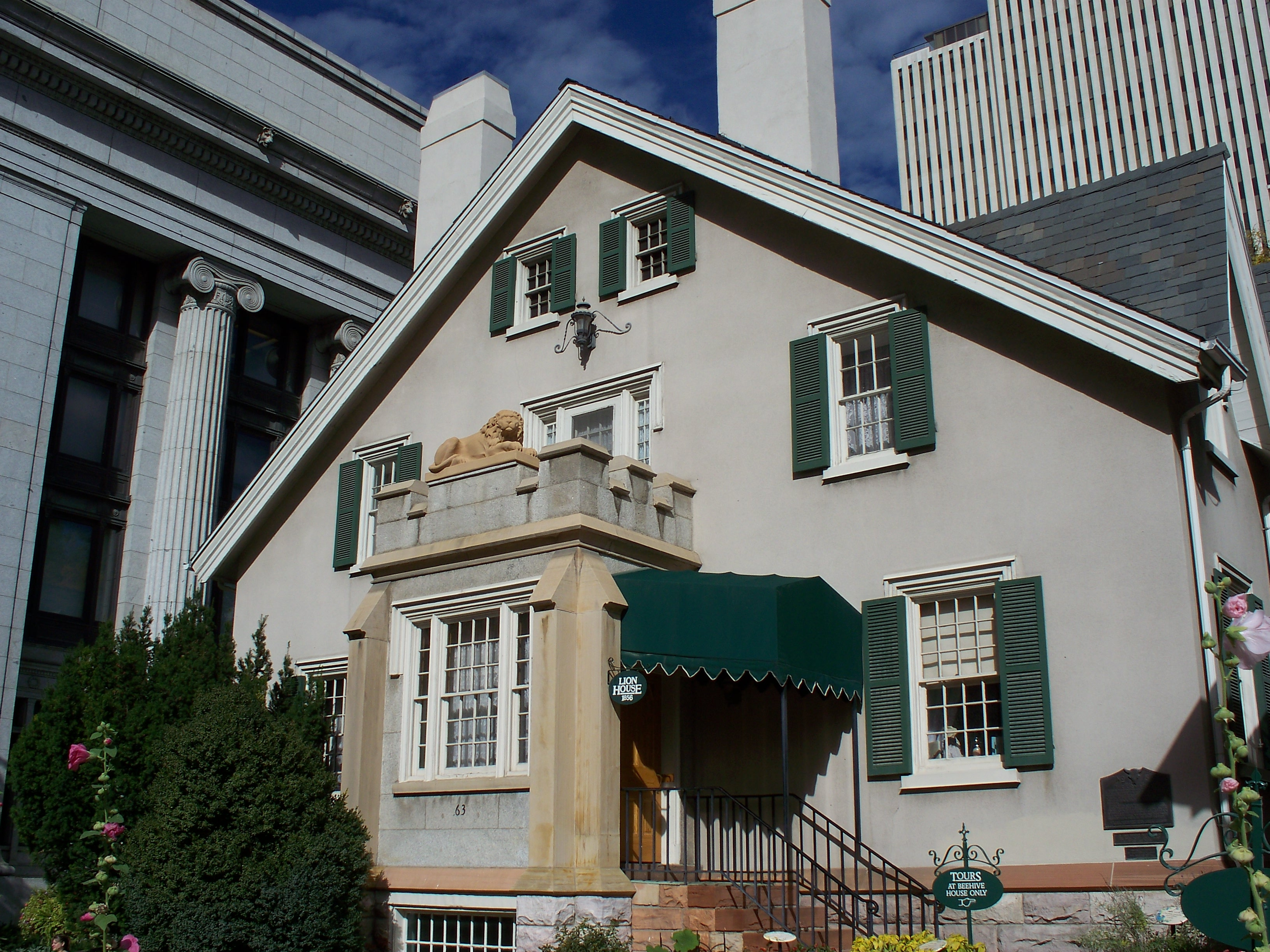
A Casa de Leão foi construída em 1856 em Salt Lake City, Utah.

A Casa de Leão é uma propriedade de A Igreja de Jesus Cristo dos Santos dos Últimos Dias. Foi construída em 1856 pelos pioneiros mórmons, liderados por Brigham Young, em Salt Lake City, Utah. A casa foi projetada e construída para acomodar uma família de cerca de 27 mulheres e 56 crianças, que perderam familiares durante a perseguição do governo contra os mórmons.
Truman Angeli, o irmão de Brigham Young, que projetou o Templo de Salt Lake City, foi também quem projetou a construção da casa. Esteve envolvido também na concepção desta casa. A casa recebe esse nome a partir da estátua de um leão em frente à entrada da frente, esculpida por William Ward. A casa está localizada na parte oriental de Salt Lake City. Brigham Young, o segundo profeta da igreja, faleceu na Casa de Leão, em 1877.